# Valzergues

Valzergues este o comună în departamentul Aveyron din sudul Franței. În 1 ianuarie 2022 avea o populație de 204 de locuitori.